# Куммер, Зигфрид
Зигфрид Адольф Куммер(нем. Siegried Adolf Kummer, 24 сентября 1899, Радеберг, Саксония — 1977, Дрезден) — немецкий художник и эзотерик. Считал, что руны имеют связь с германскими богами. Один из основателей «рунической гимнастики»

## Биография

### Ранние годы и обучение
Родился в протестантской семье.
Учился в частной художественной школе, позже в училище прикладного искусства и Дрезденской академии изобразительных искусств на академического художника. Во время Первой мировой войны воевал на французском фронте, но после войны продолжил обучение в Берлинской академии искусств.
В 1920-х годах работал вольным художником в Дрездене, писал картины в стиле экспрессионизма, участвовал в изданиях на тему искусства.

### Руны
В 1920-1930-е годы развивал свою теорию рун. В 1927 году основал в Дрездене школу с названием «Руна». Своих учеников учил рисовать на полу магический круг с именами германских богов, «Рунической гимнастике» и заклинаниям.
После прихода национал-социалистов к власти в Германии вступил  в НСДАП. Возможно, его теории повлияли на использование рун в нацистской символике
В октябре 1933 года союз Куммера «Руна» вошел в «Рабочую общину германской веры» — ассоциацию общин, объединённых идеей возрождения индоевропейских традиций.

### Последние годы жизни
В 1939 году книга Куммера «Священная власть рун» была запрещена. После получения ранения во Второй мировой войне он жил со своей супругой в Радеберге, получал деньги с пенсии и за написанные им картины. За своё искусство получил государственную премию.